# 공재설
공재설(共在說, Consubstantion)은, 성변화와 사실상 마찬가지로, 성찬례에서 그리스도의 실제 임재를 설명하는 기독교 신학의 교리이다. 성찬식 동안 그리스도의 몸과 피의 실체가 현존하는 빵과 포도주의 실체와 나란히 존재한다고 주장한다. 그것은 Lollardy 교리의 일부였으며 로마 카톨릭 교회에 의해 이단으로 간주되었다. 나중에 옥스퍼드 운동의 Edward Pusey에 의해 옹호되었고 따라서 많은 고위 교회 성공회에 의해 유지되었다.